# Gare d'Augy - Vaux
La gare d'Augy - Vaux est une gare ferroviaire française de la ligne de Laroche-Migennes à Cosne, située sur le territoire de la commune d'Augy, à proximité de la commune associée de Vaux (Auxerre), dans le département de l'Yonne, en Bourgogne-Franche-Comté.
C'est une halte voyageurs de la Société nationale des chemins de fer français (SNCF) desservie par des trains TER Bourgogne-Franche-Comté.

## Situation ferroviaire
Établie à 103 mètres d'altitude, la gare d'Augy - Vaux est située au point kilométrique (PK) 178,781 de la Ligne de Laroche-Migennes à Cosne, entre les gares d'Auxerre-Saint-Gervais et de Champs - Saint-Bris. 
Elle est équipée d'un quai, le quai « 1 », pour la voie « Unique », qui dispose d'une longueur utile de 139 m.

## Service des voyageurs

### Accueil
Halte SNCF, c'est un point d'arrêt non géré (PANG) à entrée libre.

### Desserte
Augy - Vaux était desservie par les trains TER Bourgogne-Franche-Comté qui effectuent des missions entre les gares de Paris-Bercy, ou de Laroche - Migennes, et d'Avallon ou de Clamecy.

### Intermodalité
Le stationnement des véhicules est possible à proximité.